# Steinau (Fluss)
Die Steinau (polnisch Ścinawa Niemodlińska) ist ein rechter Nebenfluss der Glatzer Neiße in Oberschlesien in Polen.

## Verlauf
Sie entspringt bei dem Dorf Mieszkowice (Dittmannsdorf) und fließt auf ihrem gesamten Lauf in nördliche bzw. nordöstliche Richtung.
Bedeutendere Orte am Flusslauf sind Ścinawa Mała (Steinau O.S.), Korfantów (Friedland O.S.) und Niemodlin (Falkenberg O.S.).
Nach ca. 55 km mündet die Steinau bei Lewin Brzeski (Löwen) in die Glatzer Neiße.
Der Flusslauf der Steinau liegt auf seiner gesamten Länge parallel zu dem der Glatzer Neiße in östlicher Entfernung von 10 bis 15 km.